# Onthophagus ukerewensis
Onthophagus ukerewensis es una especie de insecto del género Onthophagus, familia Scarabaeidae, orden Coleoptera.
Fue descrita científicamente por Balthasar en 1937.